# Sheila Young
Sheila Grace Young (Birmingham, 14 de outubro de 1950) é uma desportista estadounidense que competiu em patinação de velocidade no gelo e em ciclismo em pista, especialista nas provas de velocidade. Seu esposo, Jim Ochowicz, também competiu em ciclismo.
Como patinadora de velocidade participou em duas Jogos Olímpicos de Inverno, nos anos 1972 e 1976, obtendo ao todo três medalhas em Innsbruck 1976, ouro nos 500 m, prata nos 1500 m e bronze nos 1000 m. Ademais conseguiu três medalhas de ouro no Campeonato Mundial de Patinação de Velocidade no Gelo Sprint, entre os anos 1973 e 1976, e duas medalhas de bronze no Campeonato Mundial de Patinação de velocidade no gelo, nos anos 1975 e 1976.
Em ciclismo ganhou seis medalhas no Campeonato Mundial de Ciclismo em Pista entre os anos 1972 e 1982.

## Medalheiro internacional

### Patinação de velociadade sobre gelo
| Jogos Olímpicos                       | Jogos Olímpicos              | Jogos Olímpicos   | Jogos Olímpicos     |
| Ano                                   | Lugar                        | Medalha           | Competição          |
| ------------------------------------- | ---------------------------- | ----------------- | ------------------- |
| 1976                                  | Innsbruck ( Áustria)         | Medalha de ouro   | 500 m               |
| 1976                                  | Innsbruck ( Áustria)         | Medalha de prata  | 1500 m              |
| 1976                                  | Innsbruck ( Áustria)         | Medalha de bronze | 1000 m              |
| Campeonato Mundial                    |                              |                   |                     |
| Ano                                   | Lugar                        | Medalha           | Competição          |
| 1975                                  | Assen ( Países Baixos)       | Medalha de bronze | Classificação geral |
| 1976                                  | Gjøvik ( Noruega)            | Medalha de bronze | Classificação geral |
| Campeonato Mundial em Distância Curta |                              |                   |                     |
| Ano                                   | Lugar                        | Medalha           | Competição          |
| 1973                                  | Oslo ( Noruega)              | Medalha de ouro   | Classificação geral |
| 1975                                  | Gotemburgo ( Suécia)         | Medalha de ouro   | Classificação geral |
| 1976                                  | Berlim ( Alemanha Ocidental) | Medalha de ouro   | Classificação geral |

### Ciclismo em pista
| Campeonato Mundial | Campeonato Mundial           | Campeonato Mundial | Campeonato Mundial    |
| Ano                | Lugar                        | Medalha            | Competição            |
| ------------------ | ---------------------------- | ------------------ | --------------------- |
| 1972               | Marselha ( França)           | Medalha de bronze  | Velocidade individual |
| 1973               | San Sebastián ( Espanha)     | Medalha de ouro    | Velocidade individual |
| 1975               | Rocourt ( Bélgica)           | Medalha de bronze  | Velocidade individual |
| 1976               | Monteroni di Lecce ( Itália) | Medalha de ouro    | Velocidade individual |
| 1981               | Brno ( Tchecoslováquia)      | Medalha de ouro    | Velocidade individual |
| 1982               | Leicester ( Reino Unido)     | Medalha de prata   | Velocidade individual |